# Mythologie chinoise
Cet article concerne les origines de la mythologie chinoise. Pour les éléments ultérieurs, voir Catégorie:Mythologie chinoise.
 (janvier 2010).
Si vous disposez d'ouvrages ou d'articles de référence ou si vous connaissez des sites web de qualité traitant du thème abordé ici, merci de compléter l'article en donnant les références utiles à sa vérifiabilité et en les liant à la section « Notes et références ».

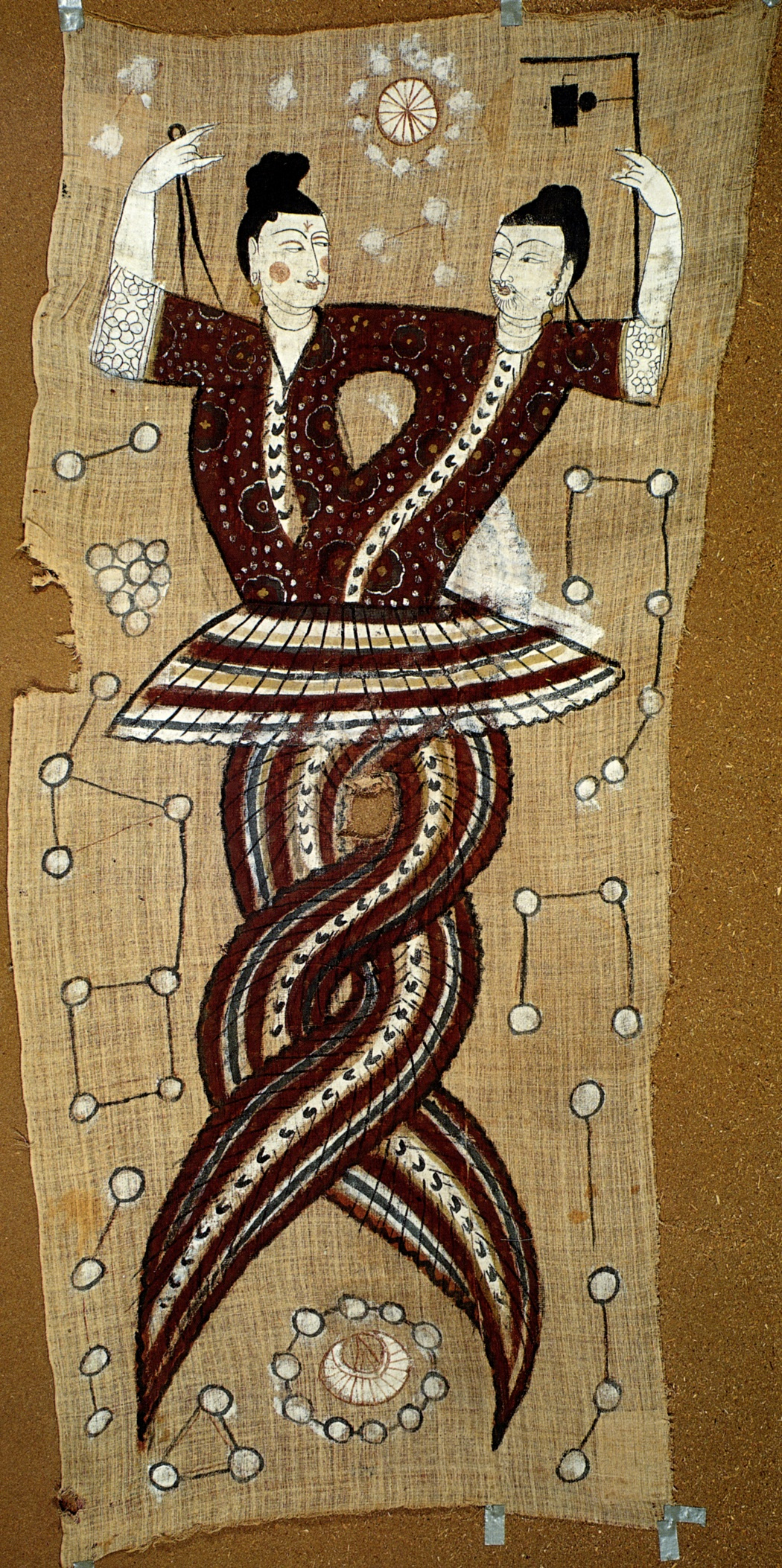
Nüwa et Fuxi

La mythologie chinoise a pu être connue grâce à la découverte de textes datant essentiellement de la dynastie Han. La plus importante source est le Shanhaijing « Livre des Monts et des Mers ». N’ayant guère plus de 2000 ans d’âge, ces écrits peuvent être considérés comme récents. De plus, ils ont été rédigés par des lettrés qui ont parfois réinterprété la mythologie conformément à leurs conceptions philosophiques. Ils ont ainsi transformé certains dieux en d'importants souverains vertueux ou mauvais dont le règne s'est déroulé à une époque très ancienne. Il n'y avait pas en Chine Ancienne d'écrivains qui se sont consacrés à transcrire les mythes, émergés de la tradition orale (à l'instar d'Homère ou d'Ovide pour la mythologie grecque). Il existe ainsi de nombreuses versions dont le contenu général est semblable, mais où il y a des différences significatives dans les détails.
Dans tout l’Extrême-Orient et l’Océanie, il existait un dualisme cosmologique opposant deux principes, d’une part la lumière, le soleil et le feu, d’autre part l’obscurité, la lune et l’eau.  Le premier principe était généralement représenté par un oiseau. En Chine, il s’agissait d’un corbeau. L’oiseau solaire est l’un des thèmes privilégiés de la dynastie Shang, la première dynastie chinoise dont l’existence est attestée par l’archéologie. Le second principe était représenté par un serpent ou un animal aquatique. La mère de Shun, l’un des souverains mythiques de la Chine, était du clan du serpent, et son père était du clan de l’oiseau. Shun était donc issu de l’union des deux principes. Ce mythe illustre également le totémisme de l’ancienne société chinoise, selon lequel chaque clan avait un animal ancêtre, ainsi que l’exogamie, qui exigeait que les époux soient issus de clans différents.
Xie était l’ancêtre des Shang et sa mère s’appelait Jiandi. Un jour, elle alla se baigner avec ses sœurs dans la rivière de la colline Obscure. Un oiseau noir (hirondelle ou corbeau) passa en tenant un œuf multicolore dans son bec. Il le laissa tomber. Jiandi le prit et le mit dans sa bouche, mais elle l’avala par mégarde. À la suite de cela, elle conçut Xie. Il s’agit d’une forme particulière d’union des deux principes cosmiques, puisque ce mythe fait intervenir d’une part l’eau et l’obscurité, d’autre part un oiseau.
Le soleil résidait sur un arbre, appelé Fusang ou Kongsang. Il se levait également de cet arbre, au matin, pour se coucher sur un autre arbre situé à l’ouest. Autrefois, il y avait dix soleils. Un jour, ils se levèrent tous en même temps, infligeant aux hommes une chaleur intolérable. Yao en abattit neuf avec des flèches, si bien qu’il n’en resta plus qu’un seul. Selon la plupart des textes, Yao demanda à l'archer Yi d’abattre les soleils au lieu de le faire lui-même.